# FosB

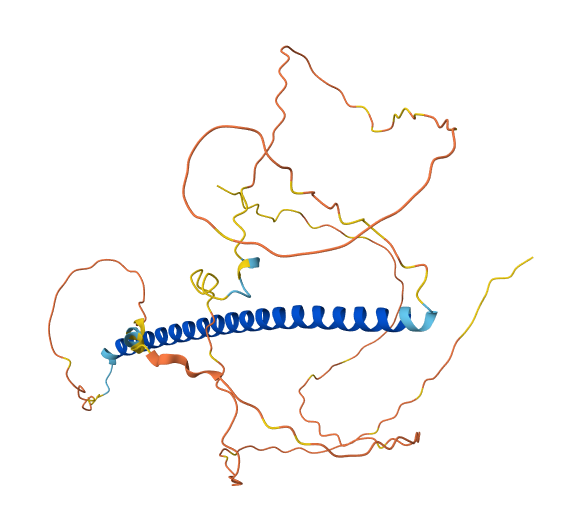
Estructura tridimensional de la proteïna FosB. Podem veure que hi predomina una hèlix alfa.

La proteïna FosB, formada per 338 aminoàcids, és una subunitat de la família de proteïnes activator protein-1 (AP-1), un grup de factors de transcripció que regulen l'expressió de gens involucrats en diversos processos cel·lulars, com el creixement, la diferenciació i la resposta a l'estrès. Aquesta proteïna, part de la família Fos, és codificada mitjançant el gen fosb (situat al cromosoma 19) i treballa juntament amb altres proteïnes (com les de la família Jun) per a formar els complexos AP-1, que s'uneixen a l'ADN i activen o reprimeixen la transcripció de gens específics mitjançant la unió als seus promotors.
Aquesta compta amb una conformació a l'espai amb gran variabilitat caracteritzada per la formació d'una hèlix alfa de l'aminoàcid en posició 152 (prolina) a la glicina en posició 221 referent a la seqüència. Això també ens indica que qualsevol variació o mutació (per substitució d'aminoàcids, principalment) en aquest segment de la proteïna comporta un alt nivell de patogenicitat.
Hèlix Alfa Proteïna FosB
```
Met-...-
[Pro-Glu-Glu-Glu-Glu-Lys-Arg-(...)-Ala-His-Lys-Pro-Gly
]-...
```

Això afecta nombrosos processos cel·lulars, com ara el creixement, la diferenciació i la transformació cel·lular i la resposta a estímuls externs. Aquesta funció reguladora dels factors de transcripció és fonamental per a la plasticitat neuronal i permet a les cèl·lules respondre de manera dinàmica a canvis en l’entorn referents a l'estrès.
De fet, els factors de transcripció de la família Fos a escala neuronal es veuen estimulats per una exposició aguda a la cocaïna. Així i tot, s'ha trobat que una variant d'aquesta proteïna anomenada ΔFosB (deltaFosB) s'acumula en el cervell en resposta a estímuls repetitius, com el consum de drogues o l'estrès crònic. Aquesta acumulació està relacionada amb adaptacions a llarg termini en el comportament i l'estructura neuronal, la qual cosa té implicacions en processos com l'addicció, l'aprenentatge i la memòria.

## Delta FosB
ΔFosB és única i rellevant dins de la família de les proteïnes Fos per la seva capacitat d'acumular-se en determinades zones cerebrals i persistir en les neurones durant llargs períodes, exactament després d'exposicions repetides i cròniques a estímuls addictius, com la cocaïna, l'alcohol, el cànnabis, la nicotina, amfetamines, la morfina, el sucralosa i fins i tot unes certes experiències intensament plaents (per exemple, activitat física o algunes conductes alimentàries). Totes elles condueixen a una sobreexpressió d'aquesta proteïna i la modificació del sistema de recompensa a llarg termini. Incideix, per tant, en el possible comportament d'un individu envers els seus gens i fenotip.
També s'ha vist com, corpolarment, ΔFosB regula la diferenciació de cèl·lules precursores mesenquimals, un tipus de cèl·lules mare que poden donar lloc a diversos tipus de cèl·lules especialitzades, com els adipòcits o els osteoblasts (cèl·lules responsables de la formació del teixit gras o el teixit ossi). En aquest procés, ΔFosB actua com un factor de transcripció, regulant la transcripció dels gens per afavorir una de les dues vies de diferenciació.

### Estructura i característiques deΔFosB
La proteïna ΔFosB, isoforma de FosB, per tal de ser activada pateix un procés de splicing, en què s'extreuen 101 aminoàcids de l'extrem C-terminal de FosB, donant lloc a una versió més curta i activa de FosB.
ΔFosB es diferencia de la proteïna FosB en la seva longitud i en la seva capacitat per produir efectes addictius, donats per l'acumulació de la proteïna en determinades parts del cervell. Això és possible gràcies a la seva gran estabilitat, que és causada per dos mecanismes:
En primer lloc, ΔFosB manca de dos dominis degron (implicats normalment en la regulació de les taxes de degradació de les proteïnes) presents en el C-terminal de la FosB de longitud completa (també es troben en totes les altres proteïnes de la família Fos). Un d'aquests dominis degron es dirigeix a FosB per a la seva ubiqüitinació i degradació en el proteasoma. L'altre domini degron es dirigeix a la degradació de FosB per un mecanisme independent de la ubiqüitina i el proteasoma. En segon lloc, ΔFosB és fosforilada per la caseïna cinasa 2 (CK2) i probablement per altres proteïnes cinases en el seu extrem N-terminal, la qual cosa estabilitza encara més la proteïna.

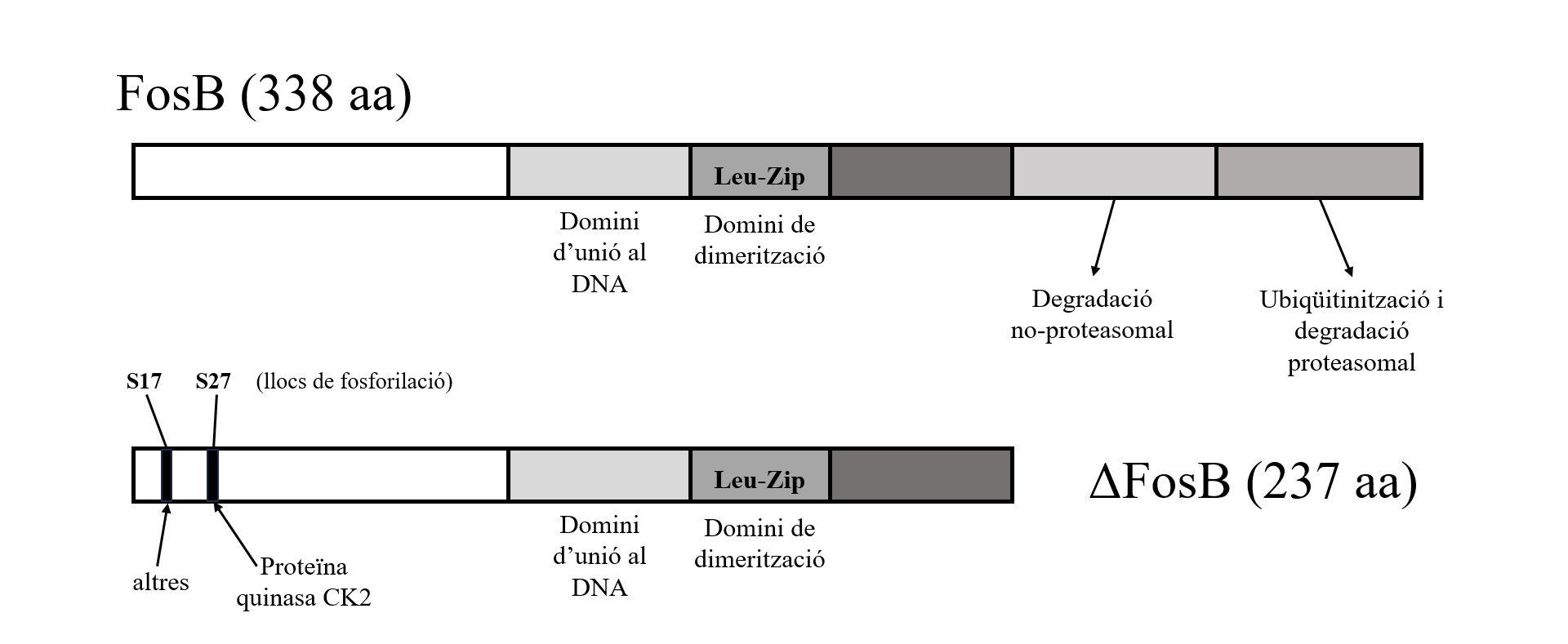
Base química de la estabilitat de ΔFosB.

Només la sobreexpressió de la proteïna ΔFosB en la zona accumbal del cervell s'associa a respostes patològiques a les drogues.
ΔFosB funciona com un interruptor molecular i com una proteïna de control en el desenvolupament de les addiccions. Una vegada activada i s'ha sobre expressat prou, ΔFosB activa una sèrie d'esdeveniments de transcripció que produeixen l'estat d’addicció (recerca compulsiva d’una determinada recompensa com a resposta a un estímul particular); aquest estat pot ser sostingut per mesos després d’aturar l'ús de drogues donada la llarga mitja vida de les diferents formes de ΔFosB.
S'ha vist que l'acumulació de ΔFosB pot arribar a alterar les propietats elèctriques neuronals com per exemple produir una resposta disminuïda de L-DOPA, una molècula precursora de la dopamina. Aquesta disminució de L-DOPA està estretament relacionada amb la malaltia de Parkinson, l'envelliment i altres trastorns neurodegeneratius.
Un altre efecte de l'acumulació de ΔFosB és la inhibició de l'adipogènesi, ja que aquesta proteïna regula l'expressió de marcadors involucrats en l'adipogènesi i la diferenciació adipocitària.

### Mecanisme d’acció de ΔFosB com a factor de transcripció
ΔFosB s'acumula en el nucli de les neurones on forma complexes amb altres proteïnes de la família Jun, donant lloc a l’estructura AP-1 (activator protein-1). AP-1 es fixa a seqüències específiques d’ADN anomenades elements de resposta AP-1 en promotors de gens diana. Quan ΔFosB s'uneix a aquests elements, actua modulant la transcripció de gens específics, alguns dels quals estan associats a la sensibilització de circuits de recompensa i a la plasticitat sinàptica, promovent o reprimint l'expressió de diferents gens segons el tipus d’interacció que estableixi.

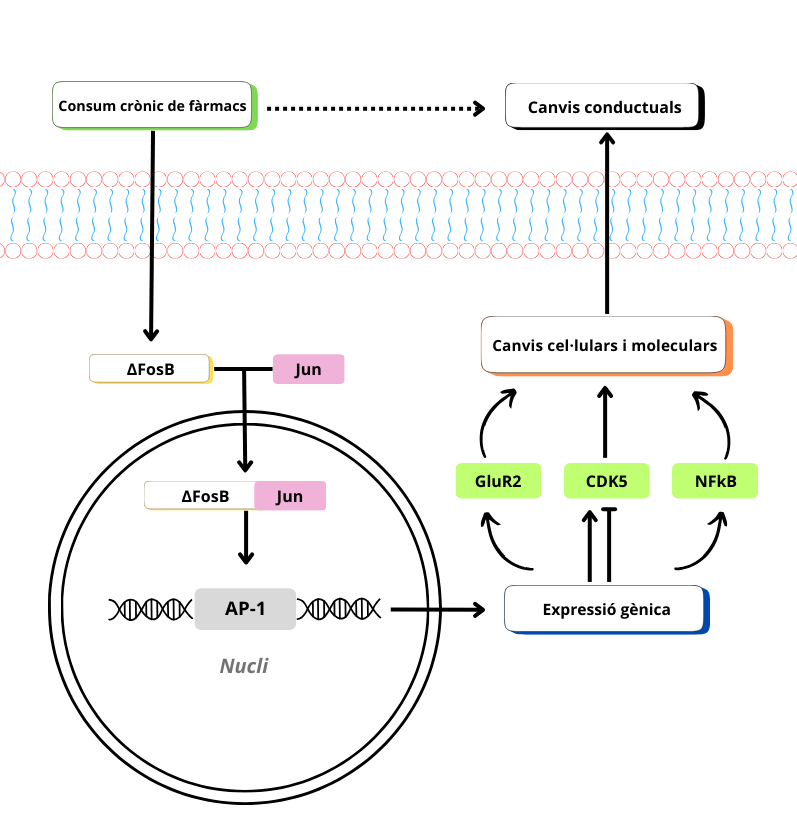
Esquema cel·lular de l'expressió de ΔFosB i els seus efectes moleculars seqüencials després de l'exposició crònica a fàrmacs/drogues d'abús.

ΔFosB, com a proteïna de la família Fos, forma heterodímers amb proteïnes de la família Jun (c-Jun, JunB o JunD) per formar factors de transcripció AP-1 actius que s'uneixen a seqüències concretes (TGAC/GTCA) promotores de certs gens per tal de regular-ne la transcripció. Dins del nucli, l'heterodímer ΔFosB:Jun forma un complex amb la proteïna activadora-1 (AP-1) en l'ADN. Depenent de la substància administrada (per exemple, cocaïna), això activa l'expressió de nombroses dianes gèniques, com la subunitat AMPA de GluR2, la cinasa dependent de ciclina 5 (Cdk5) i el factor nuclear κB (NFκB). Després de dosis repetides d'opiacis, la inducció dels gens GluR2 i NFκB es manté, però es produeix una disminució de l'expressió de Cdk5. L'expressió o repressió d'aquestes dianes gèniques provoca canvis cel·lulars i moleculars seqüencials que probablement contribueixen a les alteracions conductuals de l'addicció.
Al cervell, ΔFosB influeix en la via dopaminèrgica, essencial en el sistema de recompensa. La dopamina és un neurotransmissor clau en el sistema de recompensa, implicat en la regulació de l’estat d’ànim, les emocions, i la motivació. Quan experimentem situacions gratificants, les neurones de les vies dopaminèrgiques alliberen dopamina en regions com el nucli d'accumbens ([TA]: nucleus accumbens septi). Aquest procés ajuda a reforçar els comportaments que porten a recompensa, animant-nos a repetir-los. En les addiccions, l’exposició contínua a estímuls de recompensa intensos (com el consum de drogues) pot provocar la producció de ΔFosB a les neurones com a resposta adaptativa.
Quan la dopamina es fixa als receptors específics situats a les neurones del nucli accumbens, es desencadena una sèrie de reaccions en cadena dins de la cèl·lula que coneixem com a vies de senyalització. Aquests senyals activaran gens associats a l’adaptació neuronal, com els que codifiquen ΔFosB.
Les drogues i altres estímuls activadors de recompensa fan que la dopamina s'uneixi al receptor de tipus D1, present en unes neurones del nucli accumbens. Això posa en marxa una cascada senyalitzadora que activa factors de transcripció que estimulen l’expressió de ΔFosB al nucli de la neurona.
La presència de calci dins les neurones també pot estimular vies de senyalització, que activen quinases com la ERK (quinasa regulada per senyals extracel·lulars), que pot fosforilar i estabilitzar ΔFosB, augmentant la seva capacitat d'actuar sobre gens diana. Això fa que ΔFosB tingui un efecte prolongat en la transcripció. Aquestes vies actuen de forma sinèrgica i contribueixen a la producció i estabilització de ΔFosB en les neurones.

### Funció de ΔFosB en el nucli accumbens i la regulació de la recompensa
En el nucli accumbens, ΔFosB s'uneix a les seqüències d’ADN en promotors de gens diana a través del complex AP-1, activant o reprimint l'expressió de certs gens relacionats amb la plasticitat neuronal i la sensibilitat als estímuls de recompensa. Això modifica la resposta de les neurones, augmentant-ne la reactivitat davant d'exposicions futures a aquests estímuls.
Els gens regulats per ΔFosB en el nucli accumbens tenen funcions essencials en la plasticitat sinàptica, un procés fonamental en la capacitat del cervell per adaptar-se i reforçar connexions entre neurones en resposta a estímuls. ΔFosB regula una varietat de gens clau que contribueixen a aquests canvis duradors en les sinapsis, com BDNF (Brain-Derived Neurotrophic Factor), implicat en el creixement i supervivència de les neurones. L'activació sostinguda de ΔFosB augmenta l'expressió de BDNF, reforçant la plasticitat i afavorint una major resiliència de les neurones en el nucli accumbens.
ΔFosB també regula l'expressió de receptors de glutamat dels subtipus AMPA i NMDA, essencials per a la transmissió excitadora en les sinapsis. La regulació de la seva expressió i funcionalitat pot augmentar la sensibilitat de les neurones als estímuls de recompensa, cosa que facilita la repetició d'aquestes experiències. La proteïna regula a més a més l'expressió de proteïnes estructurals sinàptiques (com PSD-95), que contribueixen a l'estabilitat i la força de les connexions sinàptiques, creant una sinapsi més robusta i receptiva.
Estudis molt recents suggereixen que la expressió de la proteïna ΔFosB en la zona accumbal podria utilitzar-se com a biomarcador de l'addicció de cada droga, donat que el grau de la quantitat de ΔFosB acumulada per una droga dona una mètrica sobre l'addictiva que és la droga en relació amb unes altres.

### Sensibilització del sistema de recompensa i impacte en la conducta
Amb l'acumulació de ΔFosB en el nucli accumbens (també en el cos callós), el sistema de recompensa del cervell es torna progressivament més sensible als estímuls associats amb plaer o gratificació. Concretament, està lligat a la proliferació de productes d'altres gens, com, ara bé, la proteïna CREB (factor de transcripció), la família NF-κB (factors de transcripció) o les sirtuines (proteïnes senyalització per a la regulació del metabolisme). Aquesta sensibilització facilita la conducta repetitiva i fa que l’individu percebi aquests estímuls amb més intensitat, sentint una major motivació per buscar-los repetidament. En el context de drogues, aquest procés està relacionat amb la progressió cap a l'addicció, associant-se, per tant, a respostes patològiques.
Aquest estat es manté durant llargs períodes pel fet que la vida mitjana de ΔFosB, és més llarga de l'habitual. Aquesta exposició crònica a drogues d'abús incrementa la transcripció de la proteïna i s'emet una resposta gratificant envers el consum, ja que la inducció de la proteïna ΔFosB està íntimament relacionada amb la compensació per contrarestar els efectes de l'estrès.És a dir, la proteïna ΔFosB és l'encarregada de desencadenar una sèrie de processos de transcripció que desemboca en la generació d'una addicció. L'expressió de la ΔFosB a la zona prèviament mencionada, el nucli accumbens, és utilitzat per mesurar com d'addictiva és una droga.
Tot i això, ΔFosB no només participa en la producció d'aquesta alteració en el sistema de resposta envers la recompensa involucrant substàncies externes o drogues d'abús: també juga un paper important en la regulació del sistema de respostes a les recompenses naturals, com, ara bé, la ingesta de quelcom agradable, l'exercici o el sexe. Aquestes també proliferen l'expressió de ΔFosB, de tal manera que poden arribar a generar addiccions a recompenses naturals. En concret, ΔFosB pren protagonisme envers el reforç de recompenses sexuals.
La sobre proliferació de ΔFosB també es retroalimenta de tal manera que aquesta provoca la repressió de c-Fos, que en conseqüència genera encara més estímuls per a l'expressió de ΔFosB. Aquesta acumulació per sobreexpressió de la proteïna ΔFosB es pot veure contrarestada per l'actuació de ΔJunD (factor de transcripció) i com la G9a (proteïna histona), que inhibeixen la funció de ΔFosB al nucli accumbens.

### Plasticitat en l'addicció a la cocaïna

A dalt: Representació dels efectes inicials de l'exposició d'altes dosis a un fàrmac addictiu en l'expressió gènica en el nucli accumbens per a diverses proteïnes de la família Fos. A baix:Il·lustració de l'augment progressiu de l'expressió de ΔFosB en el nucli accumbens després de repetides fartaneres de drogues dues vegades al dia, on aquestes isoformes fosforilades (35-37 kilodalton) de ΔFosB persisteixen en les neurones espinoses mitjanes de tipus D1 del nucli accumbens fins per 2 mesos.

S'ha trobat que els nivells de ΔFosB augmenten amb l'ús de cocaïna. Cada dosi posterior de cocaïna continua augmentant els nivells de ΔFosB sense un sostre aparent de tolerància. Els nivells elevats de ΔFosB condueixen a augments en els nivells de factor neurotrófico derivat del cervell (BDNF), que al seu torn augmenta el nombre de branques dendrítiques i espines presents en les neurones situades al el nucli accumbens i les àrees de l'escorça prefrontal del cervell. Aquest canvi es pot identificar amb bastant rapidesa, i pot mantenir-se setmanes després de l'última dosi del medicament.